# Pyrgomorpha vignaudi
Pyrgomorpha vignaudi is een rechtvleugelig insect uit de familie Pyrgomorphidae. De wetenschappelijke naam van deze soort is voor het eerst geldig gepubliceerd in 1849 door Guérin-Méneville.